# You Can't Do That on Stage Anymore, Vol. 1
You Can't Do That on Stage Anymore, Vol. 1 dvostruki je uživo album na CD-u američkog glazbenika Frank Zappe, koji izlazi u svibnju 1988.g. od izdavačke kuće "Rykodisc".

## Popis pjesama
Sve pjesme napisao je Zappa, osim gdje je drugačije naznačeno.

### Disk 1
1. "The Florida Airport Tape" (Kaylan, Volman, Zappa) – 1:03
2. "Once Upon a Time" – 4:37
3. "Sofa No. 1" – 2:53
4. "The Mammy Anthem" – 5:41
5. "You Didn't Try to Call Me" – 3:39
6. "Diseases of the Band" – 2:22
7. "Tryin' to Grow a Chin" – 3:44
8. "Let's Make the Water Black/Harry, You're a Beast/The Orange County" – 3:27
9. "The Groupie Routine" – 5:41
10. "Ruthie-Ruthie" (Berry, Brock) – 2:57
11. "Babbette" – 3:35
12. "I'm the Slime" – 3:13
13. "Big Swifty" – 8:46
14. "Don't Eat the Yellow Snow" – 20:16

### Disk 2
1. "Plastic People" (Berry, Zappa) – 4:38
2. "The Torture Never Stops" – 15:48
3. "Fine Girl" – 2:55
4. "Zomby Woof" – 5:39
5. "Sweet Leilani" (Owens) – 2:39
6. "Oh No" – 4:34
7. "Be in My Video" – 3:29
8. "The Deathless Horsie" – 5:29
9. "The Dangerous Kitchen" – 1:49
10. "Dumb All Over" – 4:20
11. "Heavenly Bank Account" – 4:05
12. "Suicide Chump" – 4:55
13. "Tell Me You Love Me" – 2:09
14. "Sofa No. 2" – 3:00

## Izvođači
- Frank Zappa – Projekcija, Klavijature, vokal, producent, glavni urednik, gitara
- Mark Volman – vokal
- Howard Kaylan – vokal
- Chad Wackerman – vokal
- Ray Collins – guitar, vokal
- Ike Willis – guitar, vokal
- Lowell George – gitara, vokal
- Ray White – guitar, vokal
- Adrian Belew – gitara, vokal
- Warren Cuccurullo – gitara, orgulje
- Ian Underwood – gitara, puhački instrumenti, klavijature
- Steve Vai – gitara
- Dweezil Zappa – gitara
- Denny Walley – gitar (slajd), vokal
- Jim Sherwood – gitara, puhački instrumenti, vokal
- Scott Thunes – bas-gitara, sintisajzer, vokal
- Jim Pons – bas-gitara, vokal
- Roy Estrada – bas-gitara, vokal
- Jeff Simmons – bas-gitara
- Tom Fowler – bas-gitara
- Patrick O'Hearn – puhački instrumenti, bas-gitara
- Arthur Barrow – klavijature, bas-gitara
- Peter Wolf – klavijature
- Allan Zavod – klavijature
- Don Preston – klavijature
- Ruth Underwood – klavijature, udaraljke
- Bobby Martin – klavijature, vokal, saksofon
- Tommy Mars – klavijature, vokal
- George Duke – klavijature, vokal
- Motorhead Sherwood – bariton saksofon
- Napoleon Murphy Brock – saksofon, vokal
- Bunk Gardner – tenor saksofon, truba
- Bruce Fowler – trombon
- Vinnie Colaiuta – bubnjevi
- Ralph Humphrey – bubnjevi
- Art Tripp – bubnjevi
- David Logerman – bubnjevi
- Aynsley Dunbar – bubnjevi
- Terry Bozzio – bubnjevi
- Chester Thompson – bubnjevi
- Jimmy Carl Black – bubnjevi, udaraljke
- Ed Mann – udaraljke

## Vanjske poveznice
- Informacije na Lyricsu
- Detalji o izlasku